# Hitoshi Ashida
Hitoshi Ashida (Fukuchiyama, 15 novembre 1887 – Tokyo, 20 giugno 1959) è stato un politico giapponese che ha ricoperto l'incarico di Primo ministro del Giappone dal 10 marzo 1948 al 15 ottobre dello stesso anno.